# تومي تومسون (لاعب كرة قدم أمريكي)
تومي تومسون (بالإنجليزية: Tommy Thompson)‏ (15 أغسطس 1995 في الولايات المتحدة - ) هو لاعب كرة قدم أمريكي في مركز الهجوم. شارك مع منتخب الولايات المتحدة تحت 20 سنة لكرة القدم. أما مع النوادي، فقد لعب مع سان خوسيه إيرثكويكس ونادي ساكارامينتو ريببلك.

## وصلات خارجية
- تومي تومسون على موقع الاتحاد الدولي (مؤرشف)  (الإنجليزية)
- تومي تومسون على موقع الدوري الأمريكي (الإنجليزية)
- تومي تومسون على موقع قاعدة بيانات كرة القدم.إي يو (الإنجليزية)
- تومي تومسون على موقع Soccerway.com (الإنجليزية)
- تومي تومسون على موقع عالم كرة القدم.نت (الإنجليزية)
- تومي تومسون على موقع AS.com (الإسبانية)